# Élections législatives de 1954 au Honduras britannique
Les élections législatives de 1954 au Honduras britannique se sont tenues le 28 avril. Il s'agit des premières élections qui ont eu lieu au suffrage universel. La nouvelle constitution du Honduras britannique prévoit en effet le remplacement du Conseil législatif par une Assemblée législative composée de neuf membres élus, trois fonctionnaires et trois personnes nommées. Les élections se sont soldées par une victoire écrasante des indépendantistes du Parti uni du peuple, allié au Syndicat général des travailleurs, qui a remporté huit des neuf sièges.
Le Parti national, pro-colonial, a remporté le siège restant, Charles Westby l'emportant dans la circonscription de Toledo.

## Résultats
| Partis politiques   | Voix  | %      | Sièges |
| ------------------- | ----- | ------ | ------ |
| Parti uni du peuple | 9461  | 65.04  | 8      |
| Parti national      | 3342  | 22.98  | 1      |
| Indépendants        | 1743  | 11.98  | 0      |
| Total               | 14546 | 100.00 | 9      |

## Sources
- Nohlen, D (2005) Elections in the Americas: A data handbook, Volume I, p. 100.

- (en) Cet article est partiellement ou en totalité issu de l’article de Wikipédia en anglais intitulé « British Honduras general election, 1954 » (voir la liste des auteurs).